# Риптон (Вермонт)
Риптон (англ. Ripton) — місто (англ. town) в США, в окрузі Еддісон штату Вермонт. Населення — 739 осіб (2020).

## Демографія
Згідно з переписом 2010 року, у місті мешкало 588 осіб у 263 домогосподарствах у складі 161 родини. Було 343 помешкання
Расовий склад населення:
| - 96,4 % — білих - 0,7 % — азіатів - 0,3 % — корінних американців |

До двох чи більше рас належало 2,4 %. Частка іспаномовних становила 1,2 % від усіх жителів.
За віковим діапазоном населення розподілялося таким чином: 20,6 % — особи молодші 18 років, 65,8 % — особи у віці 18—64 років, 13,6 % — особи у віці 65 років та старші. Медіана віку мешканця становила 46,2 року. На 100 осіб жіночої статі у місті припадало 102,8 чоловіків;  на 100 жінок у віці від 18 років та старших — 97,0 чоловіків також старших 18 років.
Середній дохід на одне домашнє господарство  становив 71 000 доларів США (медіана — 48 125), а середній дохід на одну сім'ю — 86 545 доларів (медіана — 75 588). Медіана доходів становила 45 446 доларів для чоловіків та 23 214 долари для жінок. За межею бідності перебувало 9,9 % осіб, у тому числі 6,4 % дітей у віці до 18 років та 18,7 % осіб у віці 65 років та старших.
Цивільне працевлаштоване населення становило 367 осіб. Основні галузі зайнятості: освіта, охорона здоров'я та соціальна допомога — 24,3 %, будівництво — 13,1 %, виробництво — 12,0 %, роздрібна торгівля — 11,4 %.